# チェスキー・チェシーン駅
チェスキー・チェシーン駅（Český Těšín）はチェコモラヴィア・スレスコ州カルヴィナー郡チェスキー・チェシーンにある、鉄道施設管理公団（SŽDC）の鉄道駅。ポーランドとの国境に近く、ポーランドに接続する線路がある。国境を越えた先にはチェシン駅がある。

## 駅構造
4面6線の地上駅。

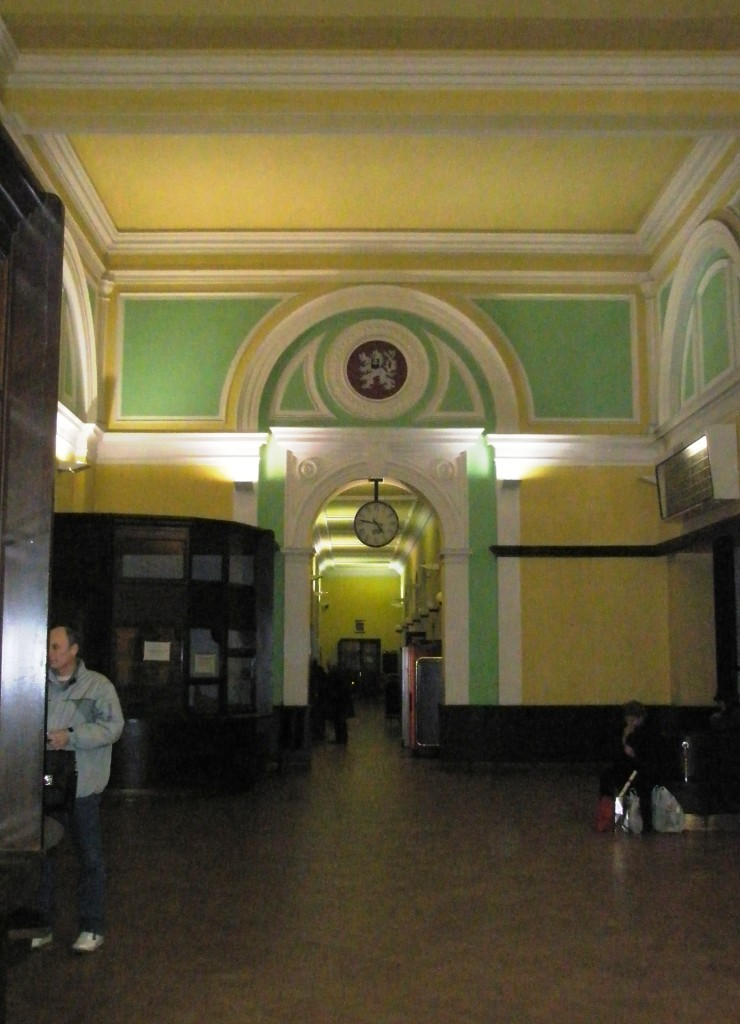
コンコース（2008年1月15日）
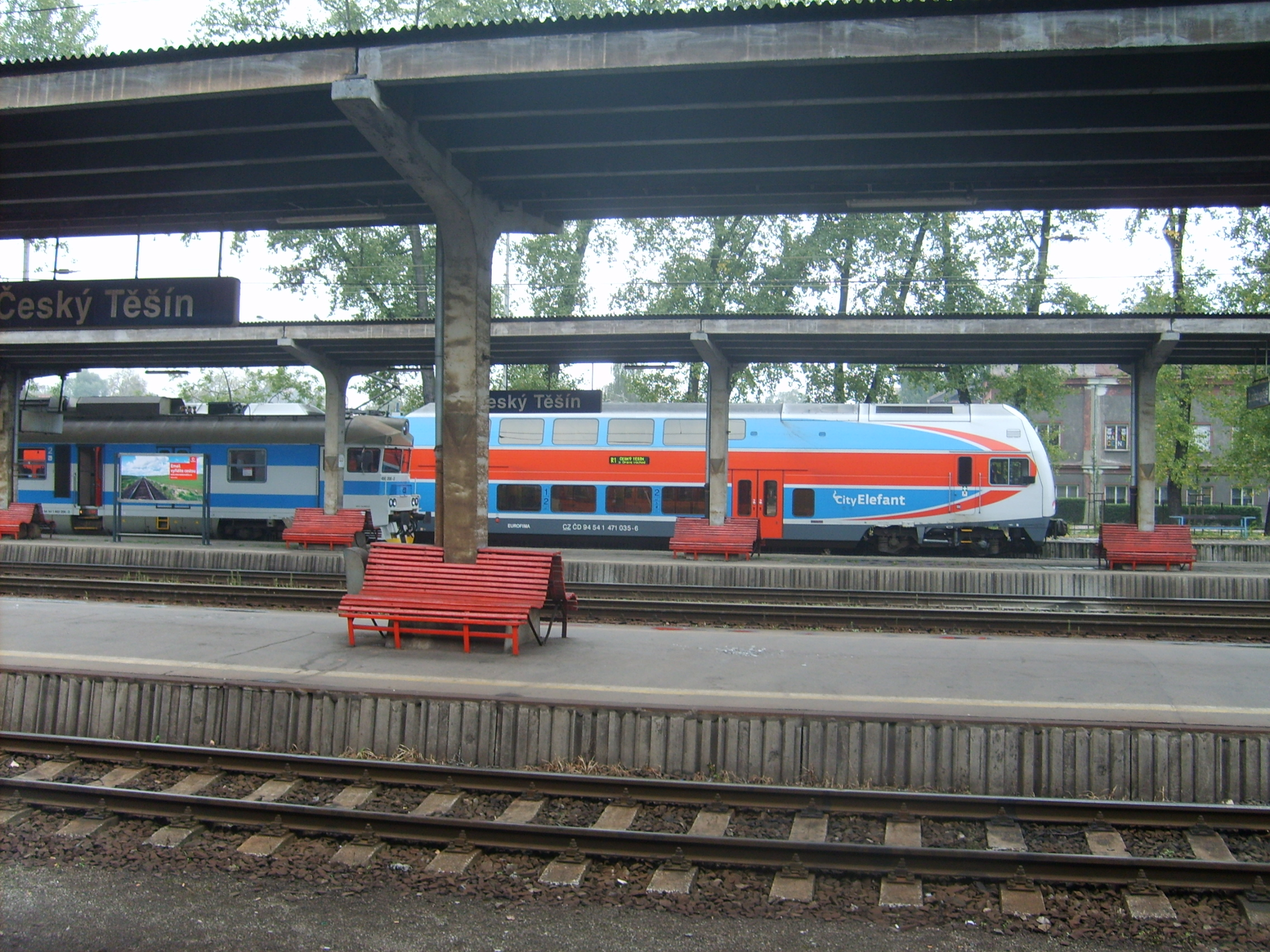
ホーム（2009年9月12日）

## 駅周辺
- チェシーンスカ博物館（英語版）
- チェシーン劇場（英語版）

## 歴史
- 1869年 - 開業。

## 隣の駅
ポーランド国鉄
320号線
ホチェブス駅 - チェスキー・チェシーン駅 - ロピツェ・ザスターヴカ駅
321号線
ホチェブス駅 - チェスキー・チェシーン駅
322号線
チェスキー・チェシーン駅 - ロピツェ駅